# Сашина екипа
Сашина екипа (рус. Бригада), је руска криминалистичка мини-серија која је почела да се приказује 2002. године. За кратко време је постала веома популарна и добила одличне критике. Мини-серија прати причу о четири најбоља пријатеља од 1989. до 2000. године, углавном се држећи вође групе, Саше Белова, кога игра Сергеј Безруков. Ову серију од 15 епизода су написали Игор Порубљов и Алексеј Сидоров, а режију потписује Алексеј Сидоров.

## Прича
Серија прати догађаје хронолошки.

### Лето 1989
Серија почиње 1989. када војник Александар (Саша) Белов,(надимак Бели) заврши службу у Совјетској војсци и врати се у родни град Москву. Тамо га дочекују три школска пријатеља, Космос Колмогоров (Кос), Виктор Пчелкин (Пчела), и Валериј Филотов (Фил). Његов долазак показује да је Перестројка трансформисала живот у Совјетском Савезу па су и Пчела и Космос почели да узимају рекет по Московским пијацама. Покушали су да убеде Сашу да им се придружи али он одбија са образложењем да жели да оде на више студије из вулканологије.
Белов такође сазнаје да је његова бивша девојка, Јелена Јелисејева (Лена, Ленка) постала проститутка. Изнервиран Саша одлази у диско клуб где је среће, али њихов разговор је прекинуо Ленин макро, Мува. Пошто се већ припремио за тучу Саша је извадио из џепа боксер, и ударио га, поломивши му браду. Пре него што су гангстери претукли Сашу, Космос Пшела и Фил стижу колима и успевају да спасе Сашу.
Бели тада није знао да је Мувин рођак Владимир Каверин(Волођа) официр у полицији. Кад се Мува опоравио Каверин пристаје да се освете Белову што је значило да ће га убити. Белов је након тога отишао код гангстера и уговорио тучу са Мувом 1 на 1 коју је Белов добио. Претукао је Муву и бацио га у реку. Тај догађај завршава везу између Лене и Саше.
За разлику од Пчеле и Космоса, Фил је спортиста и дуго се бави професионално боксом. Изгубио је амбицију кад му је доктор саопштио да има Паркинсонову болест и забрањује му да се и даље бави боксом. Али му у истом тренутку нуди да се такмичи у организованим уличним борбама. Он пристаје. Борба се одигравала у хангару пред мноштво људи. Наравно, његова три пријатеља су дошла да га бодре. Ту је дошао и Мува и видео прилику да се освети Белову. Извадио је нож и кренуо ка њему. Они су то видели и почела је туча. Прекинута је кад је неко испалио пар хитаца у ваздух, након чега су се сви разбежали.
Следећег јутра Мувино тело је нађено у хангару где се одиграла борба. И Каверин плаћа инспектору да окриве Белова као осумњиченог. Убрзо полиција долази у његов стан са налогом за претрес. За бреме претресу постављају му пиштољ у одећу. Космоса који је случајно навратио, полиција је питала да буде сведок у откривању пиштоља. Космос је одбијао да потпише говорећи да није истина да је Саша убио Муву. Док је причао видео је кроз прозор да долази Саша. Пристаје да потпише и стрчава доле да га упозори. Улазе у кола, и објашњава му шта се догодило. После одводи Сашу у викендицу ван Москве да га сакрије док се све то не заврши, и сва три пријатеља у полицији дају другачије изјаве. У међувремено Сашина мајка тражи адвоката и помоћ од Космосовог оца, Јурија Растиславовича, који је члан Совјетске академије наука. Надајући се да његови пријатељи из Совјетске елите могу да помогну.
Саша је у викендици уз помоћ телескопа угледао комшиницу, Олгу Сурикову, како свира виолину, и одмах се заљубио у њу. Сутрадан Саша је прати у Москву на њен виолински концерт, где се коначно упознају. Састанак се лоше завршио пошто је Олга док је чекала Сашу, који је отишао на пијацу да јој поправи сломљену штиклу, видела потерницу на платформи за воз са његовим именом и ликом.
Сашини другови су одлучили да се мало опусте. И Фил доводи у викендицу четири девојке на забаву, која се завршила сексом. Прегласно су пуштали музику касно у ноћ па је Олгина баба (комшије од преко пута) позвала локалног полицајца. Он је стигао касно да прекине журку. Али је успео да види лице од Белова, и док се враћао у станицу сетио се лица са потернице која му је тог дана стигла, и одмах је позвао специјалну јединицу да га ухапси. Стигли су пар минута након што су Фил и Космос отишли по још пића. Саша и Пчела једва успевају да побегну у шуму иза викендице, док су бежали ка шуми полиција је запуцала и Сашу је метак погодио у стомак.
За то време Космос који је остао без новца одлази кући где среће оца и Сашину мајку, убеђује их да Саша никог није убио и одлази. Кад су се вратили на село наилазе на Сашу и Пчелу, који су узели полицајца за таоца. Одлучили су да га не убију и пуштају га уз обећање да их неће пријавити. Космосов отац је целу ту ноћ звао пријатеље и на крају је коначно успео и средио да не буде суђења али та Саша мора да напусти Москву на годину дана. Прича из 1989. се завршава кад пријатељи дођу на мост, и гледајући панораму Москве, положе заклетву да ће увек бити пријатељи, и да ће бити лојални Бригади.

### Пролеће 1991
Прича се наставља када се Саша који се годину и по дана крио на Уралу враћа у Москву. Након свега што му се десило Бели одлучује да би било нормално да настави да се бави криминалом. Фил је почео да ради као каскадер, а Бригада је држала под контролом неколико пијаца и ауто-сервиса. Пошто су живели лоше, а примања им била скромна. Пчела је предложио да раде нешто веће тако што ће рекетирати власника (Пчелиног бившег суседа) велике трговачке компаније. Власник компаније, Артур, се није уплашио Сашиних метода, и одбио је њихову понуду, и његови људи су тешко пребили Сашиног адвоката.
Белов се осветио укравши Артурову пошиљку алуминијума из Таџикистана. То су извели тако што су преотели воз у ком је била пошиљка. Након не успелог покушаја Артуровог телохранитеља да се разрачуна са Сашом, Белов упада у очи КГБ-у и агент Игор Веденсков објављује Сашин таленат као вође и тражи дозволу да дубље истражи случај, под његовом контролом. У исто време Артур зове полицију, и случај преузима сада Капетан Каверин, који је ово видео као шансу да се освети Белову за инцидент из 1989.
У међувремену Саша је оженио Олгу, и као венчани поклон од пријатеља(Пчеле, Космоса и Фила) добио стан. Али, то је могло да се заврши трагично када је Олга улазећи у стан венчаницом закачила жицу која је била спојена са ручном бомбом, која је постављена испред њихових врата. Саша је успео да дохвати бомбу, и баци је на степениште, пошто је туда протрчало комшијско куче и активирало је.
После тога у стану Космосовог оца, Олга је признала Саши да зна чиме се бави, али да га и даље воли. Пошто је знао да је бомбу могао да стави само кртица из њихових кругова Саша је рекао да иде на пут на Јалту да би се кртица сама открила. Када су га ухватили одмах су га одвели у шуму и убили. Саша је у повратку рекао да ко год покуша тако нешто да ће имати исту судбину.
Каверин показује Артуру слике леша кртице, и то је много разљутило Артура јер је пропао још један покушај да ликвидира Белова. Каверин га убеђује да је ово најбољи доказ који може да сруши Бригаду. Артур одбија и у том тренутку Бригада улази у фирму. Али Каверин и Артур успевају да се сакрију у тоалет. Пчела је малтретирао секретарицу Људу, да би им рекла где је Артур али она није проговорила. У међувремену Артур се напио у тоалету и Каверин успева да га натера да потпише изјаву да туже Белова. У том тренутку агент Веденски из КГБ-а спречава Каверина и отпуштају га из службе.
Када је за то сазнао произвођач алуминијума из Таџикистана позива Таџикистанску мафију да нападну Белова јер им је упропастио договор, и што је Артур платио само половину робе. Пред сам дуел између гангстера Белов препознаје њиховог воћу, који му је био пријатељ из војске Фархад Џурајев(Фарик). Обојица су одлучили да пређу на трговину дрогом. У том плану у Сашине возове који доносе алуминијум био би смештен хероин из Таџикистана. да прославе овај договор и Сашина екипа и Фарикови људи отишли су ресторан где је свирала Олга. Веденски је звао Белова и под претњом да ће га послати у затвор наредио му је да не увози дрогу у Русију, да може да ради само транзит. У замену за његов пристанак Артура су натерали да напусти положај, и Саша је потпуно преузео фирму.
Олга, по завршетку студија на Филхармонији не успева да почне музичку каријеру, и уместо тога придружује се бенду њеног школског пријатеља Виталика. Виталик, не крије своју заљубљеност у Ољу, и покушава да је присили да напусти свог мужа, који не одобрава да буде део бенда, то је додатно чинило видљивим што су сви напустили ресторан када су је видели да свира. На крају је Саша видео како Виталик вербално вређа Олгу, и напада га. Након тога је Олга срећно прошетала са Сашом. Прича из 1991. се завршава када Саша код куће чује на телевизији да се распао Совјетски Савез.

### Јесен 1993
Прича из 1993. година почиње када се Саша враћа са пута из САД. За то време Оља се порађа, и сви ишчекују сина који ће добити име Иван. Он долази у периоду Уставне кризе. У исто време и Фарик долази у Москву, кога је фамилија послала да се договори са Белим око продаје наркотика у Москви, јер је предлог Белог да је транспортују на запад био мање профитабилан. Тог дана специјалци упадају у фирму и хапсе Бригаду, одвезли су их у Бутурка затвор.
У великој ћелији у коју су их сместили је било доста људи, укључујући Каверина и његове колеге. Обе екипе за време боравка у затвору нису пришли, али су причали једни о другима, и да Каверин сада ради за криминалца Бека.
Веденски је сазнао шта се десило Белову и Бригада је пуштена. Чим су изашли Саша је сазнао да му се родио син. Док су се возили кад болници виделу су како камиони возе лешеве из Беле куће.
Када су видели новорођеног сина Бригада се вратила у канцеларију, где је Фарик изложио Саши проблем. Космос и Пчела су се сложили да продавање дроге у Москви доноси већи профит али Саша одбија. Расправа се завршава и Фарик одлази говорећи да је разочаран. Космос после убеђује Сашу да промени мишљење али не успева.
Оно што нису знали је да цео тај разговор Каверин снимио и однео Беку. Бек пристаје да им преузму пошиљку. Тог дана Фарик је требало да преда дрогу, а његови пријатељи на другој локацији да приме новац. Након размене и Фарик и његови пријатељи су убијени.
Саша кад је сазнао шта се десило, лично је однео тела у Таџикистан. Уверио их је да није крив за то што се десило, и дао је слику свог сина њиховом вођи. Када је погледао слику рекао му је да му верује, да се врати у Москву и казни одговорне.
После тога у једној ноћи док је Саша са Олгом био у Филхармонији на концерту, његови људи убијају Бека и његове људе. Саши којем је било досадно на концерту, лакнуло му је кад су му јавили на телефон да је ствар решена.
Прича из 1993. се завршава када Веденски обавештава КГБ о Каверину, како је изиграо и Бека и Белова. И долазе до закључка да га подрже, како би држао баланс у растућој Бригади.

### Јесен 1994
Пошто је Сашина група постала већа и моћнија, следили су озбиљнији послови. Њихови контакти су превазишли дрогу, и Каверин је упознао Космоса са Луком. Лука нуди Космосу да преузме од Белова путеве дроге и њима шаљу оружје у Чеченију. Јер Белов не жели да тргује оружјем. Он упорно жели да легализује своје послове. Због тога упознаје политичара Виктора Петровича који му даје папире за фонд за рестаурацију, који су му омогућавали увоз алкохола и цигарета без пореза.
Али КГБ(сада ФСК) је желео да покрену транспорт оружја и рекли су Луки да нападне Сашу. То се догодило док је Саша са Олгом и сином посетио мајку у њеном стану. Макс, Сашин телохранитељ успева да убије нападаче и превезе Олгу и Ивана на сигурно место ван Москве, док су се Саша и Фил сакрили у стану у Москви.
Пуцњава је изашла на телевизији и кад је Веденски то видео наредио је Каверину да одведе Космоса код Луке, и да му каже ако Белов одбије сарадњу, Лука ће склонити Белова и Космос ће преузети Бригаду. Не желећи то, Космос је отишао код Саше и рекао му за њихов план. Док су били ван Москве, Олга је открила да Иван има инфекцију грла и да хитно мора на операцију. Возећи их у најближу болницу њихову пратњу је зауставила полиција и нашла им оружје у гепеку. У току Иванове операције, Лукини људи су опколили болницу, и једини је остао Макс да их брани.
Док Фил не успешно покушава да добије помоћ од Виктора Петровича, Лука зове Белог и поставља му ултиматум. Белов спушта слушалицу, и Лука каже Каверину да заврше са њин. Каверин унајмљује професионалног снајперисту и заказује састанак на писти аеродрома. Уместо Саше снајпериста убија Луку, а Пчела и Фил убијају његове телохранитеље. Лукини људи напуштају болницу, и Иванова операција се завршава.
Након тога Бели се састаје са Веденским и Каверином. Веденки му саопштава да Каверин преузима Лукин посао, и да он мора да продаје оружје Чеченима ако не жели репризу онога што се десило. Прича из 1994 се завршава када Саша посети стан своје мајке. Која је након што је видала да пуцају на њега доживела срчани удар и умрла. Белов прича са њеним духом, молећи је да му опрости.

### Пролеће 1995
Избија Први Чеченски рат, и на радију свакодневно објављују листе жртава које је убила герила. Космоса је ово лично погодило, поготово што су продавали оружје онима који су убијали Русе. Пчела преузима финансијски део посла и због тога долази до конфликта између њега и Космоса. Пошто је већ постао зависник од кокаина, Космос предозиран изазива саобраћајну несрећу. Саша га посећује у кући његовог оца, где причају о догађајима из 1989. И Космос му признаје да је он убио Муву, јер је мислио да ће убити Сашу. Белов му опрашта и одлучује да заврше проблеме са Чеченима.
Белов наставља покушаје да легализује Бригадине послове и осигурава договор са Виктором Петровичем око лиценце за увоз цигарета и алкохола. Кад је рекао Филу добре вести отишли су у казино, да прославе. Саша се напио, а Фил га упознаје са режисером Гордоном и његовом женом Ањом, које је Фил упознао на снимању.
Каверин завршава договор са Чеченима око руте, и одлази у исти казино, где се среће са Сашом. Обојица крећу да вређају један другог, и Каверин му признаје да је он наредио да му 1989 подметну пиштољ у стан. Белов устаје и разбија му флашу шампањца о главу. Бели је видео да га Ања све време гледа, и ступа у везу са њом. А следеће јутро док је био у њеном стану, сазнао је да је Гордон хомосексуалац и да је њихов брак само маска.
Каверин креће за Чеченију, и тамо среће њихове војнике. За време размене напали су их командоси Спецназа и уништили пошиљку. Сви Чечени су убијени, а Каверин успева рањен да се извуче. У Москви екипа сазнаје да је пошиљка уништена, и Саша им говори да су изгубили 11 милиона долара. Сутрадан Саша преноси лоше вести Виктору Петровичу, који му одговара да се не брине, да неће имати проблема са Веденским. Саша среће Ваденског испред његовог стана, он је био изненађен што Белов зна где он живи. Бели му говори да обојица имају децу и да треба да сарађује. Веденски се слаже са њим и одлучује да прекину пошиљке оружја.
Прича из 1995. се завршава сценом када рањеног Каверина руски војници спашавају у Чеченији.

### Зима 1997
Након претходних догађаја, Бригада почиње полако да се распада. Фил је наставио посао каскадера, добио је улогу у Гордоновом филму о Горштаку. Саша остаје у тајној вези са Ањом која глуми главну улогу у Гордоновом филму. После снимања Фил узима од Гордона камеру, да је покаже Ивану који се враћао из Америке са Ољом. Такође узима и гумену главу са његовим ликом. Фил одвози Олгу и Ивана кући, и састаје се са остатком Бригаде у ноћном клубу. Пчела уговара нови посао са кавкаском мафијом. Бели је одбија, са образложењем да је успео да се легализује и да неће да се бави тим радњама више. Пчела одлучује да то сам уради и одлази на аеродром са Кавкасцима а не са Бригадом.
Пчела долази на аеродром, са којег треба да полети за Немачку. Док су се враћали у канцеларију, сва тројица су открила да су им сатови не исправни. Кад је схватио о чему се ради, Саша је викнуо да сви искоче напоље. Саша и Космос искачу први, а Фил пар секунди пре него што је Мерцедес експлодирао.
Фил је остао без свести и хитно су га пребацили у болницу. Констатоване су му озбиљне повреде главе, и одмах су почели операцију. Космос убеђује Сашу да је Пчела крив за све, и Саша шаље Шмита и његове људе да нађу Пчелу. Пчела чим је сазнао шта се догодило, одмах је напустио аеродром и сео у такси да се врати у Москву.
Пада ноћ а Филова операција и даље траје. За то време Пчела успева да дође до Оље и убеди је да он није крив за несрећу. Он је рекао да је камера коју је Фил позајмио то јутро остала укључена и да је сигурно снимила ко је ставио бомбу. Олга одлази код Ање по камеру(Фил ју је вратио чим је сазнао да је Гордонова камера). Олга упозорава Ању јер је сазнала за њихову везу, и рекла јој је да се клони њеног мужа. Макс, Ољин телохранитељ је видео Пчелу и одмах је звао Шмита, који је дошао по њега и одвео га у болницу.
Кад је дошао у болницу Пчела је видео Космоса и Сашу како држе пиштоље и знао је шта следи, клекнуо је пред њих говорећи да он то није урадио. То све прекида медицинска сестра, која је тражила Б негативну крвну групу за Фила јер је ретка, и нико је нема. Саша је рекао да зна ко је има и показао на Пчелу. Док су вршили трансфузију Космос и Саша су се договарали ко ће да убије Пчелу. Пошто обојица нису имали срца то да учине, договорили су се да дају Шмиту то да уради. Касније је дошла Оља са камером, и видели су да је Гордон поставио бомбу на задње седиште у гумену главу јер је дуговао Филу сто хиљада долара. Видевши да су погрешили Бели и Космос одлазе код Пчеле да му се извине. Прича из 1997. се завршава сценом кад Саша, Космос и Пчела пију у болници, и долази Оља да их обавести да је Фил у коми.

### Зима 1998
Прошло је годину дана од кад је Фил у коми. Због слабих шанси да се пробуди, лекари препоручују еутаназију. Белов није пристао на то и премештају Фила у приватну болницу. У међувремену Гордон завршава снимање филма и на успешној каријери среће момка који га позива на излазак. Отишли су до геј клуба, али пре него што су изашли момак преноси поздраве од Саше Белова и жицом дави Гордона.
Олга која је видела у новинама да је Гордон убијен, схватила је да је Саша то извршио. Одмах је узела Ивана и отишла код своје баке. Саша док је обилазио Ивана у викендици среће истог полицајца из 1989. којег су пустили. Отишли су код њега кући, и испричали један другом шта им се у међувремену издешавало. Полицајац је показао Белову ону потерницу из 1989. Саша је био у чуду и рекао му да направи копије да понесе. Док је полицајац штампао, Саша је видео на зиду постер Каверина који се кандидовао за парламентарне изборе за државну Думу.
Пчела, Космос и Шмит плаћају Гордоновог убицу и док су излазили из ресторана хапсе их специјалне јединице. Одводе их у шуму и приморавају да сами себи копају гроб. Они крену да пуцају на дрвеће изнад њихових глава да из застраше, и одлазе, остављајући их да сами нађу пут ка Москви. Враћају се у канцеларију и говоре Саши шта им се догодило. Сашу зове Виктор Петрович и обавештава га да је то урадио командант полиције да би им ставио до знања да не могу да раде и убијају кога хоће. Одлази код команданта и говори му да је морао то да уради. Док је био код њега јављају му да се Филово стање искомпликовало, узима Православни крст од команданта, пошто су га специјалци узели од Космоса, и одлази у болницу.
Прича из 1998 се завршава када Саша долази код Фила који је окружен докторима. Саша док је клечао поред њега видео је сузу у Филовим очима и дошао на идеју да се кандидује за изборе.

### Зима 1999
Децембар је 1999, а избори су заказани за пролеће 2000, Саша и Каверин се труде да надмаше један другог. Веденски одлучује да опет одигра главну улогу и обојицу приближава. Каверин покушава да оцрни Сашу тако што је излепио град постерима са Сашином сликом, испод које пише Мафија се бори за власт, и пале штампарију. Једног дана кад се Белов враћао кући са Ољом и сином, затиче у дневној соби упаљен ТВ и на њему пуштен снимак Саше и Бригаде из 1991 како узимају рекет, и Каверин му тиме ставља до знања да га држи у шаци. У Сашиној канцеларији налазе бубицу, а што је најгоре од свега Каверин доводи Артура на конференцију за новинаре, где је говорио како га је Саша и његова банда приморала да напусти Русију, и како су му преотели посао. Веденски даје Каверину биографију Руског војника који погинуо у Чеченији и рекао му да се служи са њом као да је његова у јавности. Али рекао му је да се припази, јер ако народ сазна шта се заправо десило у Чеченији могао би да изгуби изборе.
Бели је своју кампању фокусирао на социјалне проблеме. Наредио је људима да деле поклоне сиротињи и сазидао је цркву да би привукао наклоност бирача. Покушао је да се помири са Ољом, и након вечере у ресторану одлазе у ону викендицу где су били 1989, где су се коначно помирили.
Пошто су се избори ближили, организован је ТВ дуел, где су и Саши и Каверину постављају питања везана за прошлост. Каверин је рекао да пусте касету која доказује Сашину умешаност у организовани криминал. Али Саша је рачунао на то и платио човека да замени касете. И уместо снимка из 1991. пуштена је сцена из филма Кум. Сви се у студију смеју Каверину, и Саша преузима иницијативу у дуелу. Позива бираче да гласају за њега и говори како су многи људи су покушали да га оцрне али безуспешно.
Дошли су избори и на телевизија објављује да тренутно Каверин води. Међутим на самом крају један посто гласова је пресудио и Саша је добио изборе. Уследило је славље у његовој канцеларији. Ту Космос проси Људу, исту Артурову секретарицу из 1991. НА телефон им јављају да ће Саша и Оља ускоро стићи, и Пчела и Космос излазе напоље да их дочекају. Видели су како наилази Сашин блиндиран џип али да је само Макс унутра. Он излази напоље, прилази им, и обојицу убија ножем.
Белов долази касније и није могао да дође себи када је видео шта се догодило. После неког времена јављају им из болнице да су Фил и његова жена исто убијени. А да је на зиду у болницу крвљу исписано Једи говна. Нигде нису могли да нађу Макса. Када се састао са веденским он му открива да је Макс све време био Каверинов човек који му је још 1991. платио да се инфилтрира у Сашину екипу. Он није могао да поверује да човек који је са њим 8 година, који га је спасао више пута, могао да убије његове пријатеље.
Веденски заједно са Виктором Петровичем, и целим подземљем, наговара Сашу да одустане од освете, чак му и Јуриј Растиславович Космосов отац говори то. Саша одбија, и те вечери пуцају из митраљеза на Каверинов стан. Саша то вече одлази у мртвачницу где су већ припремљени сандуци за сахрану, и Саша симболички полаже у сваки по пиштољ. Сутрадан креће на сахрану у Космосовом Линколну из 1989. Бели шаље Шмита на гробље да га тамо чека рекавши му да га је сменио и да има новог шефа обезбеђења. Док су се Саша, Олга и Иван возили ка гробљу Линколна погађа РПГ ракета и ауто упада у реку. На сахрани објављују да је убијен Саша Белов.

### Зима-Пролеће 2000
Саша је своју смрт исценирао да би Каверин и Макс изашли из склоништа. Пре него што их је ракета погодила, Саша је заменио ауто. За то време Каверин и Артур развијају посао и граде тржни центар центар у Москви. Одједном Бели се појављује и убија Каверина, Артура, и Макса који је био са њима на градилишту. Пре краја, Саша одлази на исти мост где је заједно се пријатељима положио заклетву, и ту се присећа старих дана. За то време Оља и Иван су на аеродрому чекају лет за Мајами, где је Саша 1993 купио кућу. Саша им јавља да неће поћи са њима. Олга се двоуми али на крају ипак плачући улази у авион. У задњој сцени Саша посматра како авион полеће и диже руку да заустави такси. Слика се замрачује, у позадини се чује пуцањ, и серија се завршава.

## Улоге
- Сергеј Безруков као Саша Белов – Вођа криминалне екипе. Паметан је и веома посвећен послу. Највећа мана му је неповерење, међутим, дубоко верује својим пријатељима. Рођен 28. новембра 1969.
- Владимир Вдовинченков као Фил – Након Саше, он је најискренији члан екипе. У почетку је био боксер, а касније постаје каскадер. Након пропалог покушаја убиства, упада у кому у којој остаје више година. Рођен 1968.
- Дмитри Дјужев као Космос – Комични одушак екипе. Такође, и особа која веома воли да се размеће новцем. Касније, Саша открива да је Космосу изузетно тешко веровати, али ипак остају добри пријатељи. Постаје кокаински зависник, што је у неколико тренутака могло и да га кошта живота. Рођен 1. априла 1969.
- Павел Мајков као Пчела – Он је тихи члан екипе. Веома је успешан код жена. Рођен 3. јануара 1969.
- Екатерина Гусева као Оља – Сашина жена и једина љубав. Имају своје породичне проблеме, међутим, увек успевају да их реше. Виолинисткиња је и одрасла је са баком. Рођена 30. октобра 1972.
- Андреј Панин као Каверин – Он је злочинац у серији. У почетку је покварени полицајац који покушава да Саши смести Мувино убиство. Да би осветио свог нећака, чак и покушава да се прикључи Сашиној екипи, али му то не полази за руком јер је једна избегао смрт у Чеченији и остао приморан да се притаји. Једина ствар која га покреће је жеља да убије Сашу Белова. Рођен 1961.

## Споредне улоге
- Сергеј Апрелски — Мува (еп. 1-2, 10)
- Марија Аронова — Катја (еп. 5, 7-9, 15)
- Битали Безруков — љубитељ паса (еп. 2)
- Александар Белиавски — Виктор Петрович (еп. 8-13, 11, 15)
- Александра Буданова — Ања (еп. 8-11)
- Александар Високовски — Макс (еп. 6, 8-9, 11-15)
- Сергеј Гармаш — СОБР генерал (еп. 12)
- Вјачеслав Гришечкин — момак на пијаци (еп. 2-3)
- Дмитри Гуменетски — Шмит (еп. 7-15)
- Николај Јеруменко — Јуриј Растиславович (Космосов отац) (еп. 3-5, 10, 15)
- Микаил Жигалов — Лука (еп. 8-9)
- каскадер Александар Иншаков (еп. 2-3, 6, 11-12, 15)
- Денис Кирис — локални полицајац (еп. 2, 5)
- Алексеј Кравченко — Веденски (еп. 4-9, 11, 13-14)
- Леонид Курављов — МВД генерал (еп. 5-6)
- Фархад Махмудов — Фархад Џурајев (еп. 1, 6-8)
- Пјотр Меркураев — професор (еп. 4)
- Ала Мешерјакова — Пчелина мајка (еп. 11, 15)
- Александра Назарова — Олгина бака (еп. 2-5, 7-8, 10, 13-15)
- Виктор Павлов — Пчелин отац (еп. 5, 11)
- Елена Панова — Лена (еп. 1)
- Дарија Поверенова — Космосова маћеха (еп. 2-3)
- Марија Порошина — Тамара, Филова жена (еп. 5, 8, 11-15)
- Данил Штраков — Виталик (еп. 6)
- Валентина Теличкина — Сашина мајка (еп. 1-3, 7-10)
- Јан Тсапник — Артур (еп. 4-6, 14-15)
- Светлана Чуикина — Људа, Артурова секретарица (еп. 4-5, 8, 14-15)
- Јана Шивкова — жена Ваденског (еп. 5, 7)